# 全州府 (明朝)
全州府，明朝时设置的府。
洪武初年，升全州路置，治所在清湘县（今广西壮族自治区全州县）。辖境相当今广西壮族自治区全州、资源、灌阳等县一带。洪武九年（1376年），降为全州。 